# Augusta Machoňová-Müllerová
Augusta Machoňová-Müllerová (24. ledna 1906 Praha – 11. září 1984 Praha) byla česká architektka, bytová návrhářka a publicistka.

## Život
V letech 1926–1931 vystudovala Vysokou školu architektury a pozemního stavitelství na ČVUT. Během studia pracovala v letech 1928–1929 v ateliéru Jaromíra Krejcara. Vykonala studijní cesty do Francie, Ruska, Švédska, Finska, Dánska a Belgie. Po absolvování školy pracovala jako samostatná architektka. Byla členkou levicových spolků jako Levá fronta nebo Svaz socialistických architektů. Podílela se na výstavách Výstava proletářského bydlení (1931), Výstava sovětské architektury (1932) Spolupracovala s časopisy Stavba (1936–1938) a Architektura (1939–1947). Provdala se za architekta Ladislava Machoně.

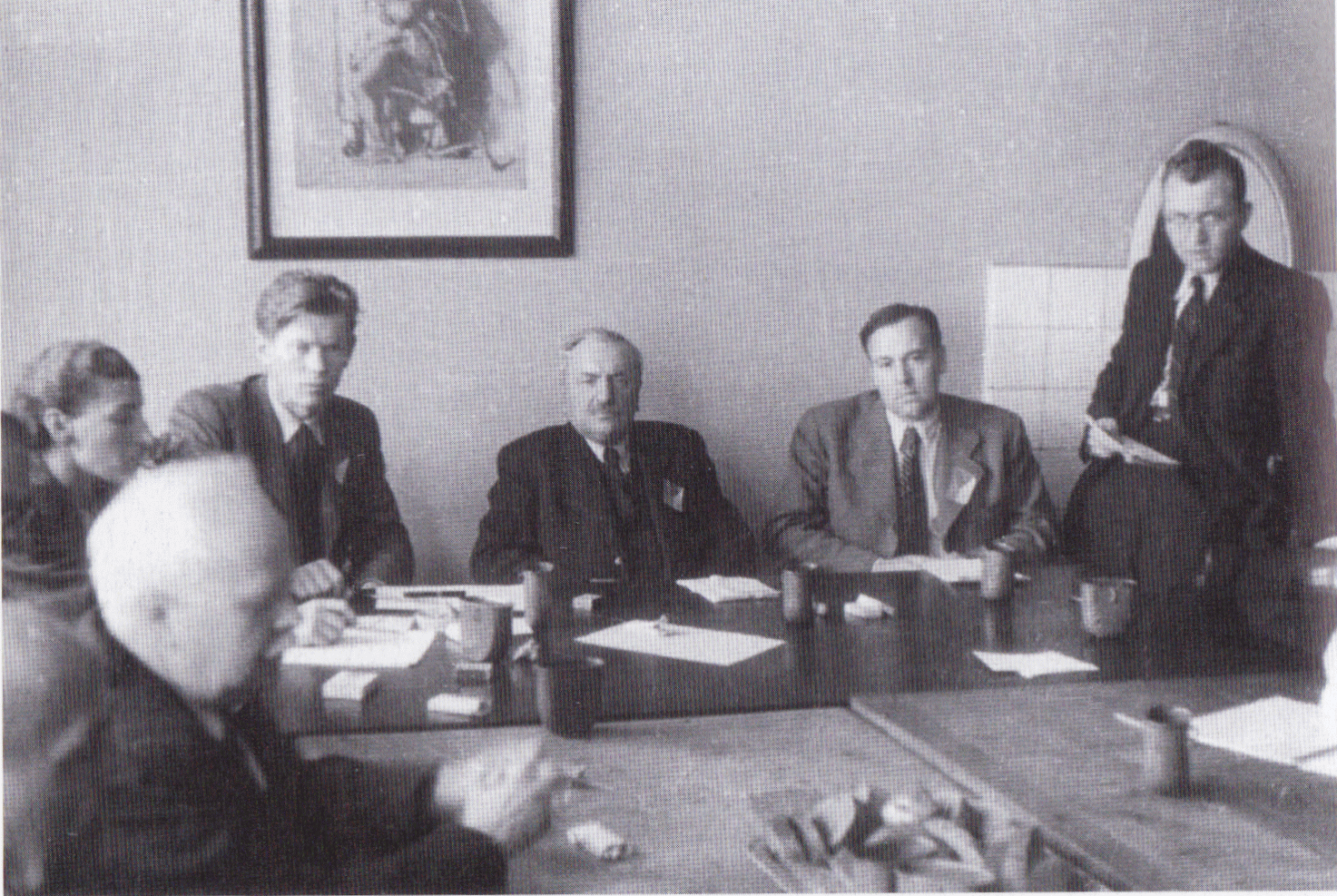
ČNR na jednání během Pražského květnového povstání 1945. Zleva doprava (bez titulů a hodností): Augusta Machoňová-Müllerová, Zdeněk Wirth, Josef Smrkovský, Albert Pražák, Josef Cyril Kotrlý, Jaromír Nechanský.

V roce 1945 se stala vedoucí komise pro reorganizaci veřejného zdravotnictví na Zemském národním výboru. Dále vedla koordinační výbor pro obnovu území bývalých vojenských cvičišť v Čechách (Benešovsko a Sedlčansko). V roce 1948 byla spoluzakladatelkou Stavoprojektu a v následujících letech se věnovala tvorbě v duchu socialistického realismu.
Po uvěznění svého manžela v padesátých letech vystoupila statečně na jeho obranu.

## Dílo

### Realizované stavby
- 1935 rodinný dům pana Šádka, Březnice,
- 1936 rekreační domek v zámecké zahradě v Novém Městě n. Met. (pro Václava Bartoně-Dobenína)
- 1940 zahrada Uměleckoprůmyslového muzea v Praze, spolu s L. Machoněm,
- 1940 instalace výstavy Za novou architekturu, Uměleckoprůmyslové muzeum, Praha, spolu s L. Machoněm a K. Koželkou,
- 1940 parfumerie Jana, Praha, Václavské náměstí, zničeno,
- 1947 instalace výstavy Žena v boji. práci a tvorbě,
- 1951 instalace výstavy Architektura v českém a slovenském národním dědictví, Praha, U Hybernů
- v padesátých létech byla členkou kolektivu ateliéru Jiřího Krohy, který zpracoval urbanistickou studii města Nová Dubnica
- 1962–1964 hotel Solidarita, Praha 10-Strašnice, spolu s L. Machoněm,

### Nerealizované projekty
- 1928 soutěžní projekt parlamentních a ministerských budov na Letné jako členka ateliéru Jaromíra Krejcara,
- 1930 L-projekt – kolektivní obytný okrsek, Praha – Pankrác, jako členka autorského kolektivu pod vedením Jana Gillara,
- 1931 soutěžní projekt na domy s malými byty pro družstvo Včela, spolu s P. Bückongem,
- 1932 soutěžní projekt na sanatorium ve Vyšných Hágách,
- 1936 soutěžní projekt na nemocnici v Praze-Motole,
- 1936 soutěžní návrh dvou bloků bytových domů, Praha-Holešovice,
- 1937 soutěžní projekt na pomník T. G. Masaryka (spolu se sochařkou Helenou Johnovou),
- 1938 soutěžní projekt na dostavbu Staroměstské radnice, spolu s L. Machoněm,
- 1939 nemocnice Čs červeného kříže, Praha-Vinohrady,
- 1945 studie univerzitní čtvrti, Plzeň, spolu s Josefem Havlíčkem,
- 1948 typový projekt nemocnice s poliklinikou, spolu s L. Machoněm,
- 1956 hotel Čedok, Praha, Na Příkopě, spolu s L. Machoněm,
- 1956 obytný blok, Praha – Vršovice, Bělocerkevská ulice, spolu s L. Machoněm,

## Spisy
Publikovala v řadě časopisů, například Stavba, Architekt SIA, Architektura
- Augusta Müllerová a Jan Bedřich Novák: Karlínská invalidovna, Praha : Výtvarný odbor Umělecké besedy, 1948
- Architektura v českém národním dědictví (texty: Ivan Borkovský, František Kavka, Alois Kubíček, Dobroslav Líbal, Ladislav Machoň, Augusta Müllerová, Emanuel Poche, Karel Prager, Rudolf Turek, Jaroslav Vajdiš a Zdeněk Wirth). Praha, SNKLU, 1961.